# Mark Linn-Baker

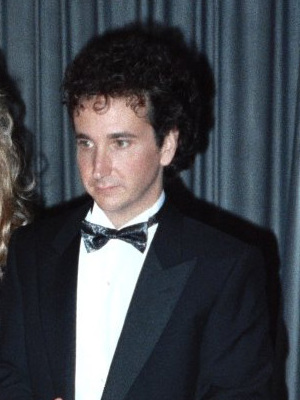
Linn-Baker bei den Emmy Awards 1987

Mark Linn-Baker (* 17. Juni 1954 in St. Louis, Missouri) ist ein US-amerikanischer Schauspieler und Regisseur.

## Leben
Sein Filmdebüt gab Linn-Baker 1979 mit einer kleinen Nebenrolle in Woody Allens Komödie Manhattan als Shakespeare-Schauspieler. Nach kleineren TV-Rollen hatte er 1982 eine Hauptrolle in Richard Benjamins Ein Draufgänger in New York an der Seite von Peter O’Toole.
Seinen Durchbruch hatte er in der ab 1986 laufenden TV-Serie Ein Grieche erobert Chicago in der Rolle des Larry Appleton, der von seinem aus Südeuropa zugezogenen Cousin Balki immer wieder in absurde Situationen gebracht wird. Die Serie entwickelte sich in den Vereinigten Staaten sofort zum TV-Hit. Bis 1993 wurden insgesamt acht Staffeln produziert.
Während dieser Zeit nahm Linn-Baker auch Rollen in zahlreichen TV-Produktionen an, trat jedoch auch vereinzelt in Spielfilmen auf, so auch 1988 in Doris Dörries Komödie Ich und Er oder 1992 in Peter Bogdanovichs Romanze Noises Off! – Der nackte Wahnsinn.
2005 war Linn-Baker in Michael Cuestas Das Ende der Unschuld zu sehen. Neben zahlreichen weiteren TV-Rollen führte Linn-Baker bei einigen Fernsehproduktionen auch Regie.
Linn-Baker war von 1995 bis 2009 mit der Set-Designerin und Theaterproduzentin Adrianne Lobel verheiratet.

## Filmografie (Auswahl)
- 1978: All’s Well That Ends Well (Fernsehfilm)
- 1979: Manhattan
- 1981: Das Erwachen (The End of August)
- 1982: Alice at the Palace (Fernsehfilm)
- 1982: Ein Draufgänger in New York (My Favorite Year)
- 1985: Miami Vice (Fernsehserie, Folge 1x18)
- 1985: Das Model und der Schnüffler (Moonlighting, Fernsehserie, Folge 2x09)
- 1986–1993: Ein Grieche erobert Chicago (Perfect Strangers, Fernsehserie, 150 Folgen)
- 1988: Ich und Er (Me and Him, Sprechrolle)
- 1988: Hochzeitsfieber (Going to the Chapel)
- 1989: Der Hogan-Clan (The Hogan Family, Fernsehserie, Folge 5x11)
- 1989–1991: ABC TGIF (Fernsehserie, 18 Folgen)
- 1991: Gestrandet auf Luahana (Bare Essentials, Fernsehfilm)
- 1992: Noises Off! – Der nackte Wahnsinn (Noises Off)
- 1992: Full House (Fernsehserie, Folge 6x07)
- 1994–1996: Echt super, Mr. Cooper (Hangin' With Mr. Cooper, Fernsehserie, 3 Folgen)
- 1997: Chaos City (Spin City, Fernsehserie, Folge 2x01)
- 1997: Alle unter einem Dach (Family Matters, Fernsehserie, Folge 9x09)
- 1998: Ally McBeal (Fernsehserie, Folge 2x10 Das letzte Einhorn)
- 1999/2010: Law & Order (Fernsehserie, 2 Folgen)
- 2003/2007: Criminal Intent – Verbrechen im Visier (Law & Order: Criminal Intent, Fernsehserie, 2 Folgen)
- 2005: Das Ende der Unschuld (12 and Holding)
- 2005–2006: Twins (Fernsehserie, 18 Folgen)
- 2009: Adam – Eine Geschichte über zwei Fremde. Einer etwas merkwürdiger als der Andere. (Adam)
- 2009: Life on Mars (Fernsehserie, Folge 1x14)
- 2010: Woher weißt du, dass es Liebe ist (How Do You Know)
- 2012: Good Wife (The Good Wife, Fernsehserie, Folge 3x22)
- 2015/2017: The Leftovers (Fernsehserie, 2 Folgen)
- 2016: Red Oaks (Fernsehserie, 4 Folgen)
- 2017: The Good Fight (Fernsehserie, Folge 1x09 Selbstbezichtigung)
- 2017–2018: Blue Bloods – Crime Scene New York (Blue Bloods, Fernsehserie, 9 Folgen)
- 2019: Unbreakable Kimmy Schmidt (Fernsehserie, Folge 4x08)
- 2019: The Blacklist (Fernsehserie, Folge 6x07 General Shiro (Nr. 116))
- 2019/2021: Succession (Fernsehserie, 2 Folgen)
- 2020: Law & Order: Special Victims Unit (Fernsehserie, Folge 21x16)
- 2021: Younger (Fernsehserie, Folge 7x10)
- seit 2021: Ghosts (Fernsehserie)
- 2022: She-Hulk: Die Anwältin (She-Hulk: Attorney at Law, Fernsehserie, 4 Folgen)